# Иванов, Павел Александрович
Па́вел Алекса́ндрович Ивано́в (укр. Павло Олександрович Іванов; 24 сентября 1984, Киев, СССР) — украинский футболист, защитник.

## Биография
Воспитанник футбольной школы «Смена-Оболонь». 20 марта 2004 года во взрослой команде «Оболонь» в игре против «Таврии» дебютировал в высшем дивизионе чемпионата Украины. В киевской команде не смог стать игроком основного состава. За два сезона сыграл всего 13 матчей.
С 2005 по 2006 года играл в Белоруссии. После возвращения на Украину выступал в командах «Еднисть» и «Буковина».
В 2011 году перешёл в донецкий «Олимпик». С этим клубом стал победителем сначала второй, а затем и первой лиги сезона. 26 июля 2014 года в игре с одесским «Черноморцем» вернулся в Премьер-лигу после десятилетнего перерыва.
Летом 2015 года стал игроком молдавского клуба «Заря» из города Бельцы. Однако в середине августа стало известно, что Иванов покинул команду, так как не получил разрешения на работу в Молдове. В итоге в конце августа подписал годичный контракт с «Говерлой».

## Достижения
- Победитель Первой лиги Украины (1): 2013/14
- Победитель Второй лиги Украины (2): 2009/10, 2010/11